# Interesse do público
É a ideia de que um produto da mídia é atraente ao público, mesmo não sendo relevante para ele, aproximando-se assim do entretenimento e afastando-se do jornalismo. Esse conceito existe no campo da comunicação social, em contraposição ao de interesse público.

## Jornalismo x entretenimento
O objetivo do jornalismo é informar, diferente do entretenimento, cujo fim é divertir, distrair ou emocionar. Entretanto, o jornalismo desde o início se beneficiou de recursos literários. Com a televisão, o jornalismo começou a utilizar também recursos do cinema. De acordo com o jornalista e professor da USP Eugênio Bucci, as narrativas do jornalismo, assim como as do entretenimento, comportam a emoção. Por isso, o jornalismo tenta prender o público pelos sentimentos que pode despertar. Os conglomerados de mídia foram surgindo em todo o mundo e acumularam os negócios do jornalismo e do entretenimento. Com isso, há cada vez mais a aproximação do jornalismo com o entretenimento. Os motivos, segundo o autor, são econômicos, mas também são culturais.
Para Claude-Jean Bertrand, a linha entre jornalismo e entretenimento é tênue, e a mídia comercial cada vez mais usa entretenimento em seus produtos, mesmo que jornalísticos. Uma notícia pode ser interessante e sem importância, mas pode-se aprender divertindo-se. Para o autor, tanto jornalismo como entretenimento podem fornecer informação e formação e é importante que também contentem o público. Ele difere, entretanto, os fins: uma informação exata e útil de um lado e, do outro, uma distração que não seja nociva nem para o indivíduo, nem para a sociedade.
O jornalista e pesquisador Manuel Carlos Chaparro entende que o interesse do público está no universo dos indivíduos, relacionado com razões emocionais e objetivas das pessoas de consumir determinado produto midiático.

## Três categorias de interesse
Existe uma classificação norte-americana que separa três categorias de interesse na visibilidade dos fatos midiáticos resumidas em: direito de saber, necessidade de saber e desejo de saber
- Direito de saber (publics right to know): é baseada na ideia de que não existiria democracia sem liberdade de informação e vice-versa. A informação é direito do cidadão. A Declaração Universal dos Direitos Humanos, em seu artigo 19, afirma que todo indivíduo tem o direito de receber informações e ideias por qualquer meio de expressão[5].

- Necessidade de saber (publics need to know): está mais relacionada ao utilitarismo, com informações que instrumentalizam o cotidiano e sem as quais o cidadão não consegue orientar suas decisões.

- Desejo de saber (publics want to know): se relaciona aos aspectos da mídia como um mercado fornecedor de informações que não têm valor para a cidadania e o cotidiano. A função seria o preenchimento psicológico-afetivo da vida mundana e usos sociais da comunicação.

## Interesse do público x interesse público
Os conteúdos produzidos de interesse público são os que interessam a nação como um todo. O jornalismo desempenha a função de produzir e divulgar informações relevantes aos cidadãos.
Atualmente, diversos fatores mercadológicos têm influenciado o fazer jornalismo (interesse do público). Segundo Carolina Matos (2013), a busca pelo lucro tem substituído a de servir ao interesse público como principal força motivadora do jornalismo. Isso estabelece uma divisão entre prestar um serviço ao cidadão ou ao consumidor. 
Alguns teóricos, como Blumer e Gutevitch (1995), são críticos em relação a presença forte do interesse do público (e não o interesse público), pois afirmam que essas questões geraram o surgimento da infotainment, a mistura da informação com entretenimento. 
Cremilda Medina, em Entrevista: o dialogo possível (1986), fala que o jornalista, no processo de produção das notícias, atende à diversas demandas. Dentre essas demandas estão: seguir a linha editoral do jornal; atender as exigências do capital publicitário (que financia o veículo); ser criativo e atender a exigência da objetividade, algo possibilita um maior alcance dos veículos. Pois um veículo entendido como "objetivo", atrai um maior público.
A pesquisadora Delcia Maria de Mattos Vidal, em um estudo sobre a atuação da imprensa e do jornalismo relacionada ao interesse público, ao direito de informar e ao direito do leitor de ser informado, dividiu as notícias, pelo assunto, em categorias de interesse público e categorias de interesse do público. Foram consideradas categorias de interesse público: ciência e tecnologia; cultura; economia e trabalho; educação; governo e poder; meio ambiente; saúde; social; e utilidade. Já as consideradas de interesse do público foram beleza; curiosidade; dramaticidade; esportes e lazer; notoriedade; e polícia.
A autora analisou as notícias mais lidas no período de um mês no ano de 2008 nas páginas Folha Online e Globo Online para avaliar o interesse do leitor por temas de interesse público ou de interesse do público. O estudo indicou que 34% das notícias mais lidas são classificadas como de interesse público e 66% de interesse do público. A conclusão foi, então, que o leitor busca mais informações que envolvam fatos dramáticos, curiosos e também que tratem de pessoas famosas. A pesquisadora, entretanto, defende que é possível produzir informação de interesse público de maneira mais interessante ao leitor.